# Leo Cullum
Leo Aloysius Cullum, né le 11 janvier 1942 et mort le 23 octobre 2010, est un dessinateur de presse et caricaturiste emblématique du magazine américain The New Yorker, auteur de plus de 800 illustrations humoristiques pour le titre
,.
Pilote au sein des United States Marine Corps durant la guerre du Viêt Nam, il est ensuite pilote de ligne pour les compagnies aériennes Trans World Airlines et American Airlines. Il commence l'apprentissage du dessin après son service militaire, et est publié à ses débuts au sein des revues Air Line Pilot Magazine, Argosy, Saturday Review (en) et Sports Afield (en). Son premier dessin pour le New Yorker date du 3 janvier 1977.